# Jean-Pierre Bisson

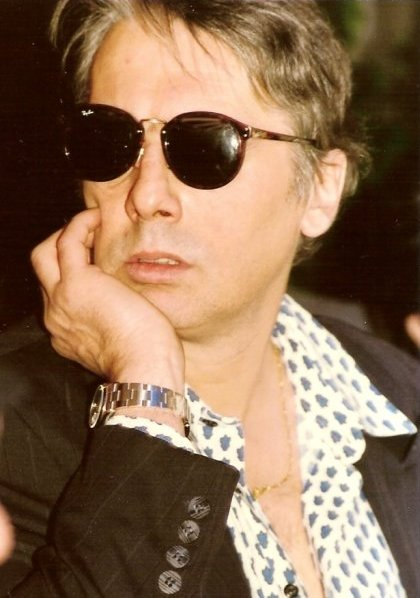
Jean-Pierre Bisson in Cannes 1991

Jean-Pierre Bisson (* 15. Februar 1944 in Charenton-le-Pont; † 12. Dezember 1995 in Beaune) war ein französischer Schauspieler.

## Leben
Der Theaterstar hatte trotz seines frühen Filmdebüts (1970 neben Marie-José Nat in Elise oder das wahre Leben) erst spät seinen Durchbruch als Kinostar, als der er häufig den Sanguiniker verkörperte. In den 1980ern vor allem als Nicole Garcia bedrängender Bronsky in Mord an einem regnerischen Sonntag und neben Sigourney Weaver in Eine Frau zum Verlieben bekannt, drehte er in den 1990ern u. a. mit Claude Berri (Germinal), Jean-Pierre Mocky (Bonsoir) und Yves Boisset (La Tribu).

## Filmografie (Auswahl)
- 1970: Elise oder das wahre Leben (Élise ou la vraie vie)
- 1975: Lily, aime-moi
- 1982: Damenwahl – Männerjagd (Le Quart d’heure américain)
- 1985: Eine Frau zum Verlieben (Une femme ou deux)
- 1986: Betty Blue – 37,2 Grad am Morgen (37°2 le matin)
- 1986: Death Town (Zone rouge)
- 1986: Ein Tag in Paris (Suivez mon regard)
- 1986: Mord an einem regnerischen Sonntag (Mort un dimanche de pluie)
- 1987: Der unwiderstehliche Charme des Geldes (Association de malfaiteurs)
- 1989: Der Mann, der sich verdächtig machte (Le Suspect) (TV-Film)
- 1990: Erwachende Herzen (Le Blé en herbe) (TV-Film)
- 1990: Blanker Stahl (Plein fer)
- 1990: Jean Galmot – Flammen über Cayenne (Jean Galmot, aventurier)
- 1991: Dark Line – Im Koma auf dem Weg ins Jenseits (La Tribu)
- 1991: Die Hinterhofkapitalisten (2 bis, rue de la Combine) (TV-Film)
- 1992: Kommissar Moulin (Commissaire Moulin, TV-Serie, 1 Folge)
- 1993: Germinal
- 1995: Montana Blues
- 1996: Kommissar Navarro (Navarro) (TV-Serie, 1 Folge)